# Louis Ide
Louis Ide (Roeselare, 3 luglio 1973) è un politico belga.
È stato Europarlamentare per alcuni mesi nel 2014. Dal 2004 al 2007 è stato vice-presidente del partito Nuova Alleanza Fiamminga. Dal 2013 al 2014 è stato vice-presidente del Senato.